# 亨丁頓 (賓夕法尼亞州)
40°29′43″N 78°0′47″W / 40.49528°N 78.01306°W

亨丁頓縣在賓夕法尼亞州的位置

亨丁頓（Huntingdon）是美国賓夕法尼亞州亨丁頓縣的一个城市，位于朱尼亞塔河畔，哈里斯堡以西约158千米。它处于一个农业和水果出产地区，拥有丰富的森林资源以及铁、煤、耐火黏土和石灰岩等资源。过去亨丁頓曾经有过面粉、机器、散热器、家具、文具、羊毛产品、木制品等的制造厂。它还曾经有过一个宾夕法尼亚铁路公司（后来宾州中央交通运输公司和美国联合铁路公司的火车站以及一座港口。1876年由兄弟教会设立的朱尼亚塔学院位于亨丁頓。
亨丁頓约于1760年左右建城，过去这里是一个著名的印第安人聚会地。今天市中心还有一根石柱标志着过去的聚会地，据说这根石柱在城市建立前就已经竖立在那里了。1796年亨丁頓正式建立。1900年当地有6,053名居民、1910年6,861名居民、1940年7,170名居民。根据2000年的人口普查市内有6,918名居民，它是亨丁顿县的县府。

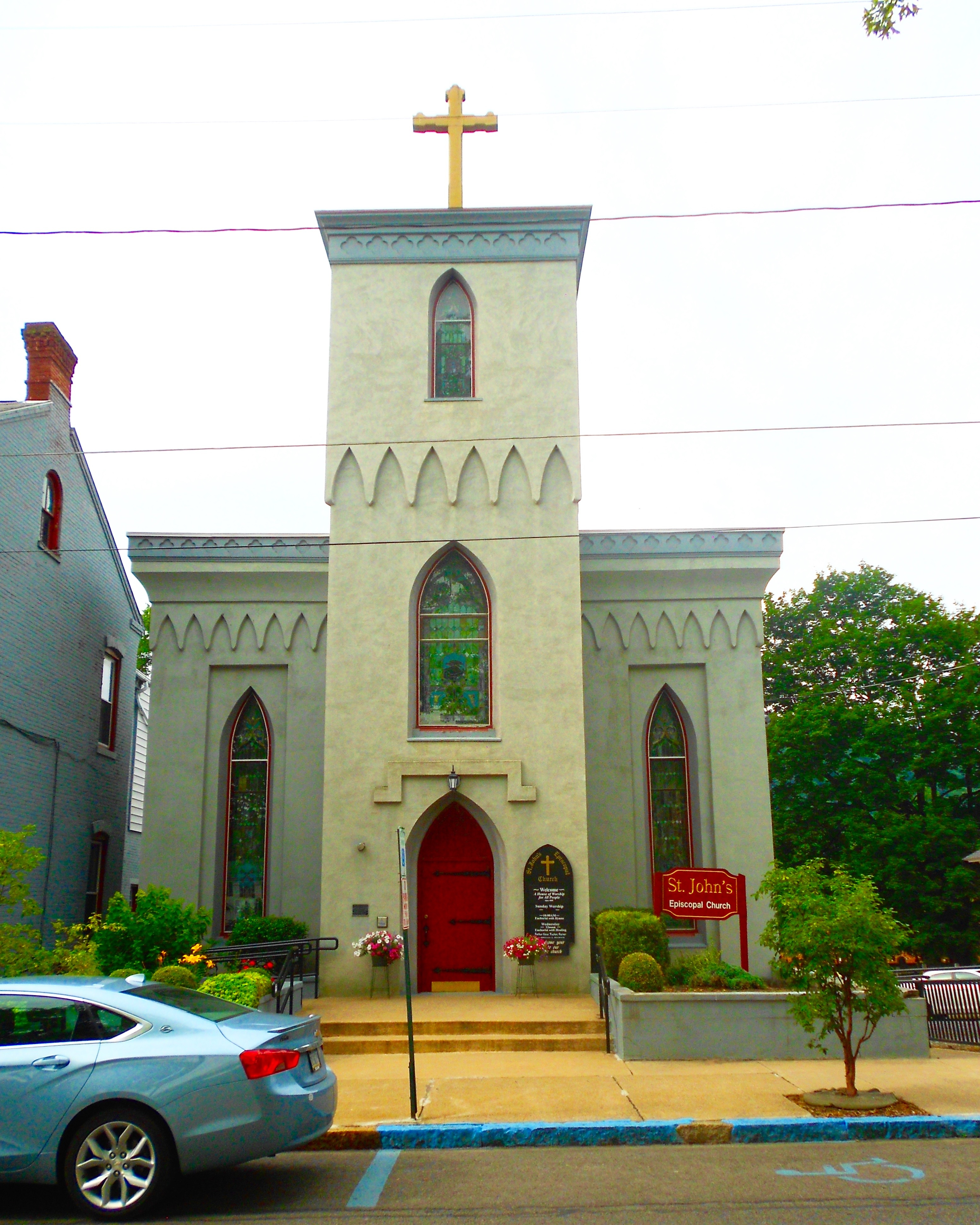
圣约翰圣公会教堂
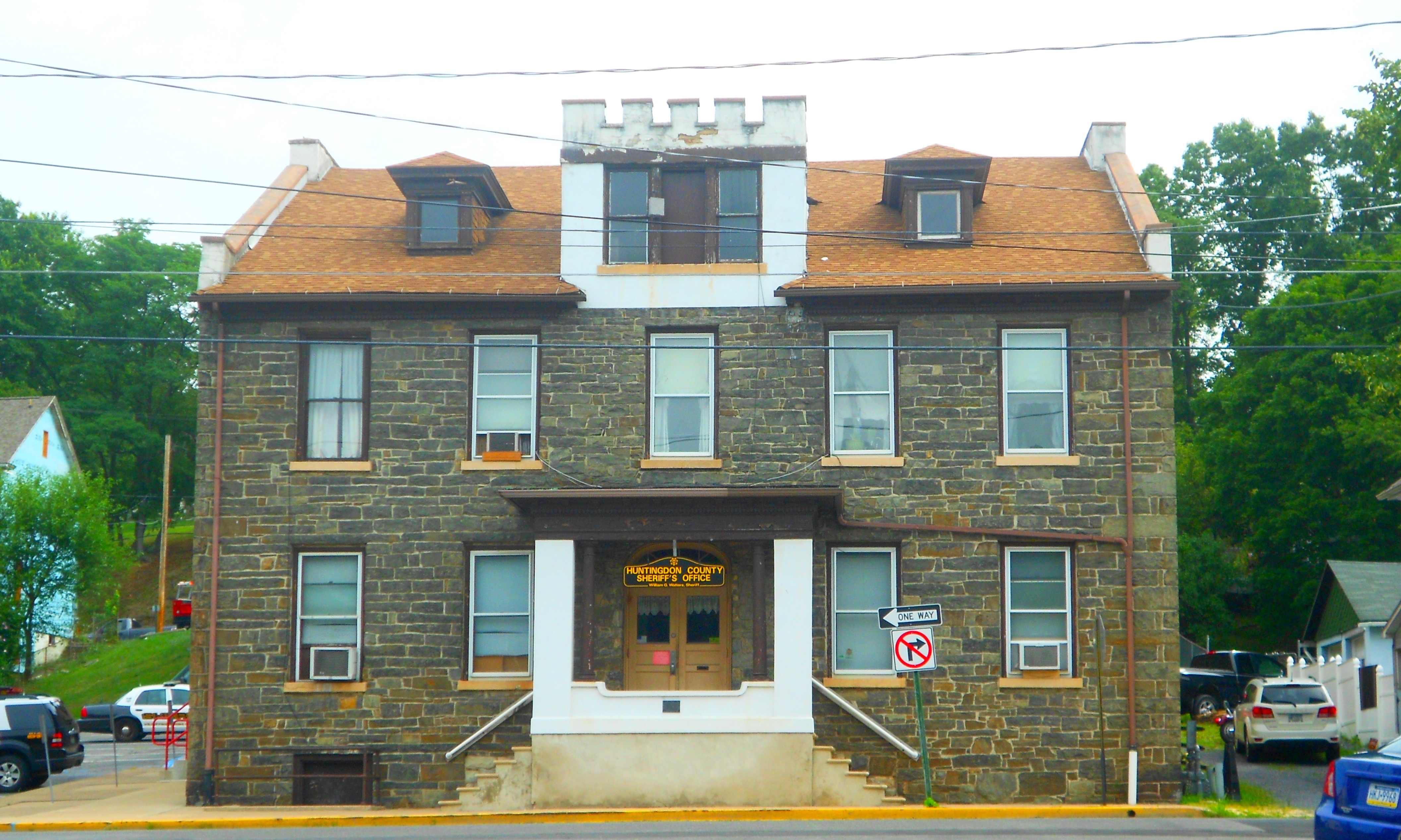
亨廷顿县警长办公室
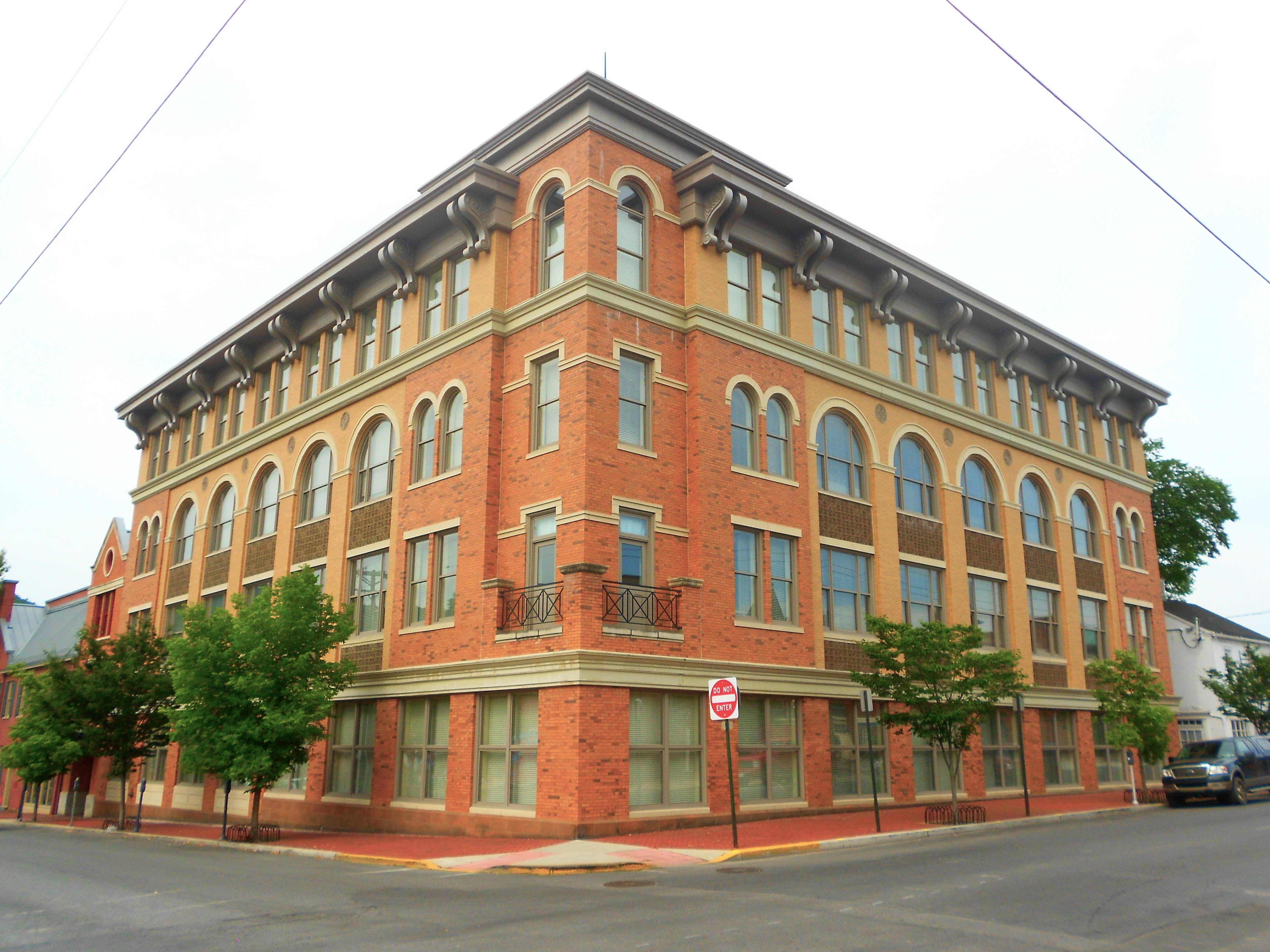
第四街和华盛顿街的互惠大厦（Mutual Benefit Building）
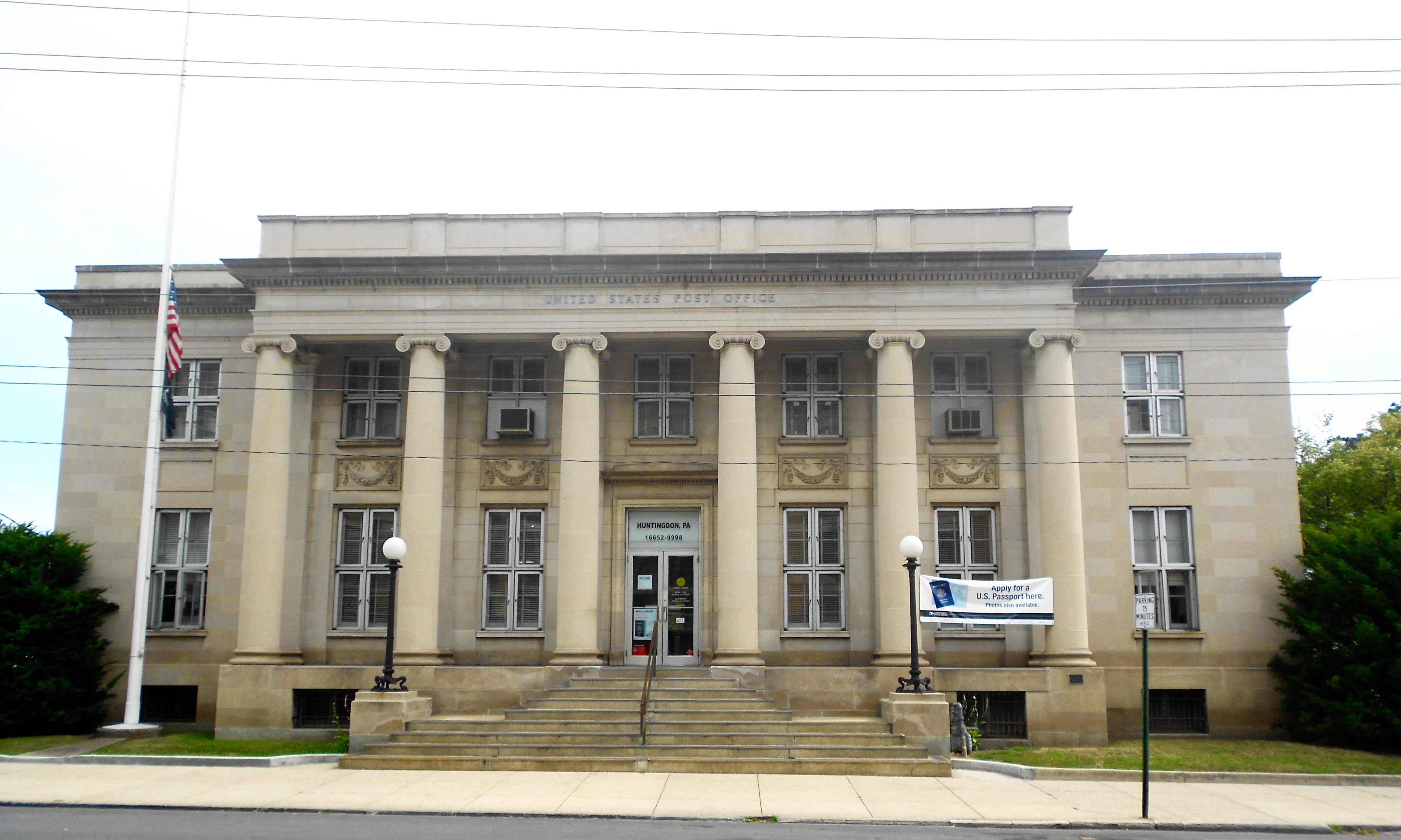
邮局

## 历史
亨廷顿和邻近县的原始居民是萨斯奎汉诺克人（Susquehannock）。由于与其他土著民族的持续战争（例如豪德诺索尼人），欧洲人带来的疾病，以及来自欧洲定居者的暴力，萨斯奎汉诺克部族目前被认为已被其他部落完全消灭或吞并。
1768年，威廉·史密斯牧师(Rev. Dr. William Smith)开始在他最近获得的朱尼亚塔(Juniata)沿线的立石地带出售地块。这片土地的两位前任所有者并没有试图规划一个城镇，因此史密斯博士被认为是创始人。亨廷顿（他最终给他的小镇起的名字）坐落在玉米田的所在地，该地的种植日期现在不为人知，就在石溪站旁边流入朱尼亚塔河。在小镇成立100周年之际，在第三街竖立了一座“立石纪念碑”，该纪念碑仿照已知于1750年之前存在的一条又高又窄的石碑，其用途尚不清楚，但可能用作路标。“直立”的天然砂岩地层（通常称为讲坛岩）位于附近的山脊上。19 世纪初，有一个故事浮出水面：史密斯将石碑改名为“立石定居点”，以纪念一位英国妇女、亨廷顿伯爵夫人塞琳娜·黑斯廷斯（Selina Hastings）.史密斯的后代强烈否认了这个故事，并且也没有证据支持它，尽管在已发表的资料中广泛流传。更有可能的是，英国圣公会的神职人员以英格兰的同名小镇命名它；这样做已成为命名宾夕法尼亚州定居点的模式，贝德福德、卡莱尔和约克是附近这一趋势的例子。1796年，这个小村庄被合并为一个自治市镇。
亨廷顿长期以来一直是亨廷顿和布罗德山铁路与宾夕法尼亚铁路的交汇处，也是宾夕法尼亚运河公共工程干线的重要港口。在过去的几年里，亨廷顿拥有面粉、重型机械、散热器、家具、文具、羊毛制品、衬衫、鞋子、电子元件、成品木材、玻璃纤维纱线、垫子和地下储罐的制造商。19世纪，文具商和商人JC Blair普及了写字板，并开始在全国推广。他在亨廷顿市中心的工厂后来搬到了附近的亚历山大港。
1889年、1936年和 1972年，附近地区（但不是该镇的大部分地区）多次遭受洪水泛滥。最近，在2004年，飓风伊万导致亨廷顿附近发生大洪水，这是自1972年7月以来最严重的洪水，当时飓风艾格尼丝在该地区上空停滞。
亨廷顿自治市历史区于 1986 年被列入国家史迹名录。

## 地理
亨丁頓的地理位置是北纬40°29'43"，西经78°0'47"。
根据美国人口调查局的数据亨丁頓总面积为9.1平方公里，其中8.9平方公里为陆地面积，0.2平方公里为水域面积（2.55%）。
| Huntingdon, Pennsylvania | Huntingdon, Pennsylvania | Huntingdon, Pennsylvania | Huntingdon, Pennsylvania | Huntingdon, Pennsylvania | Huntingdon, Pennsylvania | Huntingdon, Pennsylvania | Huntingdon, Pennsylvania | Huntingdon, Pennsylvania | Huntingdon, Pennsylvania | Huntingdon, Pennsylvania | Huntingdon, Pennsylvania | Huntingdon, Pennsylvania | Huntingdon, Pennsylvania |
| 月份                     | 1月                      | 2月                      | 3月                      | 4月                      | 5月                      | 6月                      | 7月                      | 8月                      | 9月                      | 10月                     | 11月                     | 12月                     | 全年                     |
| ------------------------ | ------------------------ | ------------------------ | ------------------------ | ------------------------ | ------------------------ | ------------------------ | ------------------------ | ------------------------ | ------------------------ | ------------------------ | ------------------------ | ------------------------ | ------------------------ |
| 历史最高温 °F（°C）      | 79 (26)                  | 77 (25)                  | 85 (29)                  | 95 (35)                  | 98 (37)                  | 100 (38)                 | 105 (41)                 | 105 (41)                 | 102 (39)                 | 97 (36)                  | 79 (26)                  | 73 (23)                  | 105 (41)                 |
| 平均高温 °F（°C）        | 38 (3)                   | 39 (4)                   | 50 (10)                  | 62 (17)                  | 74 (23)                  | 82 (28)                  | 85 (29)                  | 83 (28)                  | 78 (26)                  | 66 (19)                  | 52 (11)                  | 40 (4)                   | 62 (17)                  |
| 平均低温 °F（°C）        | 19 (−7)                  | 19 (−7)                  | 27 (−3)                  | 36 (2)                   | 46 (8)                   | 55 (13)                  | 59 (15)                  | 58 (14)                  | 51 (11)                  | 39 (4)                   | 31 (−1)                  | 22 (−6)                  | 39 (4)                   |
| 历史最低温 °F（°C）      | −29 (−34)                | −23 (−31)                | −10 (−23)                | 6 (−14)                  | 21 (−6)                  | 29 (−2)                  | 42 (6)                   | 36 (2)                   | 24 (−4)                  | 13 (−11)                 | −10 (−23)                | −22 (−30)                | −29 (−34)                |
| 平均降水量 （mm）        | 2.8 (71)                 | 2.5 (64)                 | 3.5 (89)                 | 3.3 (84)                 | 3.8 (97)                 | 3.9 (99)                 | 3.9 (99)                 | 3.7 (94)                 | 3.0 (76)                 | 2.8 (71)                 | 2.6 (66)                 | 2.7 (69)                 | 38.5 (979)               |
| 来源：Weatherbase        |                          |                          |                          |                          |                          |                          |                          |                          |                          |                          |                          |                          |                          |

## 人口
根据2000年的人口普查亨丁頓共有6,918名居民，分2,626个户，1,491个家庭，其人口密度为每平方公里774.2人。其中96.40%是白人、1.40%是美国黑人、0.17%是美洲土著人、0.61%是亚洲人、0.30%是其它人中。1.11%是混血儿。西班牙裔或拉丁裔的人占0.66%。
市内的2,626个户中有25.1%有18岁以下的未成年人、43.4%是结婚夫妇、10.1%是带孩子的单身妇女、43.2%不是家庭、37.1%是单身汉、17.3%有65岁以上的老年人，平均每户有2.17人，每个家庭的平均大小为2.85人。
市内的人口结构为18.5%在18岁以下、22.5%在18至24岁之间、22.5%在25至44岁之间、18.8%在45至64岁之间、17.4%在65岁以上。市内居民的平均年龄为33岁。女子对男子的性别比为100：84.4，18岁以上的成年人的性别比为100：80.0。
每户的平均年收入为31,261美元，每个家庭的平均年收入为42,684美元。男子的平均年收入为33,269美元，女子的平均年收入为21,327美元。人均年收入为15,744美元。10.1%的家庭以及13.9%的居民生活在贫困线以下，其中包括13.5%的未成年人和6.4%的老年人。